# سليماني (فرقاطة حربية)
فرقاطة سليماني: هي أول فرقاطة إيرانية تم تجهيزها بمنظومات الدفاع الجوي عمودية الإطلاق قصيرة ومتوسطة المدى بصورة مركبة. تم الإعلان الرسمي عنها سنة 2022م. وتُعَد فرقاطة حربية ذات مقطع عرضي راداري منخفض إيرانية الصنع. تتمتع بمهام القيام بدورية ومهام قتالية، تم إنتاجها بأمر من البحرية الإيرانية التابعة للحرس الثوري الإيراني. وهذه الفرقاطة، هي أول فرقاطة من فئة سليماني، والتي انضمت رسمياً برقم هيكل (FS313-01) إلى أسطول القوات البحرية للحرس الثوري الإيراني في ميناء بندر عباس في 5 أيلول\ سبتمبر 2022م بحضور رئيس هيئة أركان القوات المسلحة الإيرانية اللواء محمد باقري. وتُعتبَر مراقبة المعلومات والاستطلاع ومراقبة الأهداف والحركات على سطح وأسفل الماء والحركات الجوية من بين مهام هذه الفرقاطة. كما وتم تجهيزها بأحدث أنظمة الكشف وكشف التنصت الراداري والإتصالات والحرب الإلكترونية. يبلغ مدى فرقاطة سليماني 5000 ميل بحري (9260 كيلومتر)، وتعمل بـ4 محركات ديزل محلية الصنع، ومزودة بمجموعة متنوعة من الصواريخ بعيدة وقصيرة المدى.

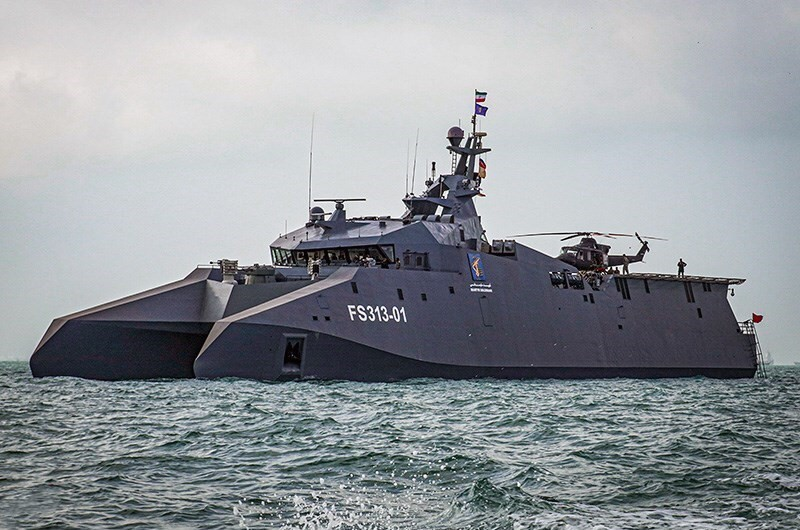
فرقاطة سليماني خلال عرض عسكري إيراني في بندر عباس

## الإعلان الرسمي
في يوم الإثنين 5 سبتمبر 2022م، أعلنت جمهورية إيران عن ثلاث سفن حربية جديدة محلية الصنع. وهذه السفن هي سفينة أو فرقاطة سليماني المخصصة لإجراء الدوريات والمهام القتالية، وسفينة الشهيد روحي عالية السرعة لإطلاق الصواريخ، وسفينة الشهيد دارا المخصصة لإطلاق الصواريخ أيضاً. وظهرت هذه السفن الثلاثة في حفل أقيم في مدينة بندر عباس الساحلية الجنوبية. وانضمت السفن إلى البحرية التابعة للحرس الثوري الإيراني. وجرت مراسم الإعلان الرسمي عن هذه السفن بحضور رئيس هيئة أركان القوات المسلحة اللواء محمد باقري، والقائد العام لحرس الثورة اللواء حسين سلامي، وقائد بحرية حرس الثورة الأدميرال علي رضا تنكسيري، ومجموعة من المسؤولين العسكريين والمدنيين الإيرانيين في بندر عباس.

## مواصفات الفرقاطة
يبلغ طول الفرقاطة الإيرانية سليماني 65.0 متر (213 قدماً و3 بوصات)، وعرضها من 18 وحتى 20 متراً، ووزنها 600 طن، وسرعتها تبلغ 32 عقدة (59.2 كيلومتر بالساعة)، ومداها يبلغ 5000 ميل بحري (9260 كيلومتر)، وتعمل بـ4 محركات محلية الصنع.

## خصائص الفرقاطة
تحظى فرقاطة سليماني الدورية القتالية بهيكل قادر على التخفي من الرادار مع مقطع عرضي منخفض للغاية. ونظراً لنوع تصميمها فهي قادرة على الإبحار وتنفيذ مختلف أنواع العمليات في المياه البعيدة وفي ظروف صعبة في البحار والمحيطات. وقياساً مع باقي السفن المماثلة لها في الحجم، تتميز فرقاطة سليماني بقدرة أعلى بكثير على المناورة ونصف قطر دوران أصغر بكثير، والذي يحظى بأهمية بالغة في تنفيذ مختلف التكتيكات الهجومية والدفاعية. كما ولها القدرة على حمل وهبوط وإقلاع الطائرات المروحية البحرية، وحمل وتنزيل وانتشال أنواع الزوراق السريعة والطائرات المسيرة العمودية، والإقلاع من المياه أثناء الملاحة، واستخدام أنظمة دفاع ذاتي محلية الصنع ومنظومات إتصالات والتخابر المتطورة والحديثة. وفيما يخص الاشراف المعلوماتي والرصد ومسح الأهداف ورصد الغواصات والطائرات، والتنصت على الرادارات والإتصالات والحرب الإلكترونية تعتبر هذه السفينة الحربية مزودة بأحدث منظومات الكشف والتعرف والتنصت على الرادارات والإتصالات والحرب الإلكترونية. ومزودة أيضاً بأنواع أجهزة الترميز وروابط البيانات. لهذه الفرقاطة 4 محركات قوية محلية الصنع تمنحها القدرة على التواجد السريع في ساحة العمليات والقدرة على الملاحة طويلة المدة دون الحاجة إلى إسناد ساحلي. لهذه الفرقاطة غرفة عمليات مزودة بنظام برمجي محلي للإدارة الموحدة لساحة القتال مع القدرة على تشخيص نوع الأهداف أو الأخطار وإحالتها للمنظومات الهجومية أو الدفاعية.

## تسليح الفرقاطة
تتسلح الفرقاطة الإيرانية سليماني بعدد مختلف من الصواريخ والمدافع. وبحسب العميد الركن، علي رضا تنكسيري، قائد بحرية الحرس الثوري الإيراني، فقد تم تجهيز الفرقاطة من طراز سليماني بصواريخ مختلفة يصل مداها إلى 200 و300 و750 كيلومتراً، بالإضافة إلى صاروخ كروز جديد مداه 2000 كيلومتر يسمى (قدر-474). وهذه أبرز الصواريخ والمدافع التي تم تزويد الفرقاطة بها:
- 6 صواريخ كروز مضادة للسفن (4 طويلة المدى، و2 متوسطة المدى).[27]
- 6 صواريخ أرض هجومية.
- 16 صاروخ أرض-جو من طراز صياد.
- مدفع واحد عيار 30 ملم.
- 4 مدافع رشاشة غاتيلنغ عيار 20 ملم موجهة عن بُعد.[28][29][30]
- مروحية واحدة من طراز بيل-412 (Bel412) ذات القدرة المضادة للغواصات.[31]
- 3 زوارق سريعة أو انتحارية.[32]
- عدد من المسيرات المتوفرة في التنظيم القتالي للقوات البحرية للجيش والحرس الثوري الإيراني.[33]

## نظام إطلاق الصواريخ
إن الفرقاطة الحربية الإيرانية سليماني مزودة بمجموعة مختلفة من الصواريخ، والتي تحتاج بدورها إلى أنظمة إطلاق. حيث يوجد في القسم الخلفي لقمرة القيادة عدد من صوامع الإطلاق العمودية. وتتموضع هذه الصوامع في صفين رباعيات وصف واحد ثلاثي على جانبي السفينة. حيث يبلغ طول الصوامع الكبيرة جنباً إلى جنب 3.4 متراً مما يعني أن القطر الداخلي يبلغ حوالي متراً واحداً. ويصل عدد الصوامع الكبيرة على جانبي السفينة إلى ما مجموعه 6 صوامع. ووفقاً لتصريح اللواء باقري خلال الإعلان الرسمي عن هذه الفرقاطة، وكذلك تقرير هيئة الإذاعة والتفلزيون الإيراني، فمن الممكن إستخدام صواريخ كروز وصواريخ أرض – أرض يصل مداها إلى 700 كيلومتر (ربما بالستية) في قاذفات عمودية (VLS). وتحتوي هذه السفينة على 16 صومعة صغيرة (8 على كل جانب من جوانب السفينة) لاستخدامها في القطاع الدفاعي، وبحسب اللواء باقري، فإن مدى الصواريخ المستخدمة يزيد عن 150 كم. حيث أن الصواريخ الدفاعية بهذا المدى ستكون من عائلة صياد التي يقل قطرها عن 60 سم.

## هيكل الفرقاطة
خلال بناء هيكل الفرقاطة الإيرانية سليماني، تم إستخدام الألومنيوم بدلاً عن الفولاذ، والتي هي تقنية أحدث. حيث يزيد التصميم الحديث لهيكل شكل الفرقاطة (جسدين) من القدرة على المناورة واستقراراً أفضل في البحر والمياه الهائجة. كما وأن هذا التصميم يجعل الهيكل أخف وزناً ويزيد من مساحة سعة المعدات والوقود. وقد تم إستخدام سبائك الألومنيوم في بناء هذه العوامة، مما يجعلها أخف وزناً ويزيد من عمرها وذلك بسبب تقليل التآكل أمام الماء. ويتم تشغيل هذه السفينة بواسطة 4 محركات محلية الصنع، مما يجعل مداها الأقصى 5000 ميل بحري، أي ما يعادل 9260 كيلومتر.

## تصميم وبناء الفرقاطة
تم إستخدام 20000 خريطة لبناء هذه الفرقاطة. كما وتم إنجاز 100000 تصميم حتى تم الوصول إلى التصميم النهائي. وكان وقت البناء الأولي أقل من عامين. وأكد العميد الركن، علي رضا تنكسيري، قائد بحرية الحرس الثوري الإيراني، أن وقت بناء كل سفينة يبلغ حالياً عاماً واحداً، وهو وقت جيد جداً. كما وأن عدد القوارب القاذفة للصواريخ أو الراجمات في الحظيرة السفلية يصل إلى ثلاثة. ان هذه الفرقاطة من نوع (كاتاماران)، أي ذات هيكل مزدوج وأن هذا النمط من التصميم يساعد على منح ثبات أكثر للسفينة أمام قوة الأمواج الكبيرة وكذلك يمنحها القدرة على بلوغ سرعة أكبر. وقد تمت الاستعانة والإستفادة من خبرات قادة القوات المسلحة والمدراء وكوادر هذه القوات كالجيش الإيراني ووزارة الدفاع والحرس الثوري في مراحل صنع هذه السفينة، وكذلك مساهمات مراكز الأبحاث والشركات المعرفية والجامعات الصناعية من أجل إغناء هذه المبادرة والتزود باحدث التكنولوجيات المعتمدة عالمياً. بالإضافة إلى تخصيص فضاء لإسكان واستقرار الطاقم من أجل القيام بمهام قتالية وتدريبية بالإضافة إلى تخصيص فضاء لكادر طبي مزود بالمعدات الطبية الكاملة في هذه السفينة الحربية.

## نماذج أخرى
من المقرر أن تكشف جمهورية إيران النقاب عن 4 سفن من طراز سليماني، وقد تم نشر صور لسفينتين قيد البناء. وأفادت وكالة تسنيم الدولية للأنباء بأنه وفقاً لتصريحات قائد بحرية الحرس الثوري، من المقرر هذا العام تسليم 4 سفن حربية أخرى من طراز سليماني إلى هذه القوة. وتقوم وزارة الدفاع الإيرانية ببناء إحدى هذه السفن، وواحدة من قِبَل بحرية الحرس الثوري، وسفينتان من قِبَل الشركات المعرفية الإيرانية.

## ردود أفعال
إيران
رئيس هيئة أركان القوات المسلحة الإيرانية:
أكد رئيس هيئة أركان القوات المسلحة الإيرانية اللواء محمد باقري ان النخب الشبابية التي قامت بتصميم وبناء هذه السفينة الحربية هم من خريجي الجامعات الإيرانية. ونظراً لخصائص هذه السفينة فإنها يمكن اعتبارها إنجازاً وطنياً للبلاد. مضيفاً انه نظراً لنوع تصميمها فإن هذه السفينة قادرة على الإبحار وتنفيذ مختلف أنواع العمليات في المياه البعيدة، وكذلك القدرة على تنفيذ عمليات مزدوجة (صاروخية وبحر – جو) في المياه. وفي ظروف صعبة في البحار والمحيطات.
قائد الحرس الثوري الإيراني:
خلال حفل إطلاق الفرقاطة سليماني التي تحمل رقم (FS313-01)، وصف قائد الحرس الثوري الإيراني اللواء حسين سلامي السفينة الحربية المصنوعة من الألومنيوم بأنها قمة جديدة بلغتها جمهورية إيران في منافستها الإستراتيجية كقوة عالمية عازمة على فرض هيمنة على خصومها في المنطقة. ووفقاً له، "يصل مجال الأمن القومي لجمهورية إيران ونطاقه إلى حيث تكمن مصالحنا، والتي تشمل البحار البعيدة إذا ما قررت هيئة الأركان العامة للقوات المسلحة الإيرانية ذلك".
قائد بحرية الحرس الثوري الإيراني:
أكد العميد الركن، علي رضا تنكسيري، قائد بحرية الحرس الثوري الإيراني، أن فرقاطة سليماني تزود سلاح البحرية الإيراني في الحرس الثوري الإيراني بالقدرة على التواجد القوي في المحيطات، وفقاً لوكالة الأنباء الإيرانية (إيرنا).
قائد المنطقة الثالثة لبحرية الحرس الثوري:
قال قائد المنطقة الثالثة لبحرية الحرس الثوري العمید مهدي هاشمي، ان سفينة سليماني الحربية المتطورة بنيت على أساس القدرات المحلية وهي إيرانية 100 بالمئة. وأضاف في تصريح له "ان قبل بضع سنوات، طلبنا من إحدى الدول المتقدمة في مجال إنتاج السفن تصميم سفينة، ولكن لم يكن هناك تعاون، لذلك وبالاعتماد على قدرات العلماء المحليين، تم بناء سفينة سليماني.